# Přísavkovití
Přísavkovití (Gyrinocheilidae) je nepočetná čeleď malých máloostných rybek zahrnující jediný rod přísavka (Gyrinocheilus). Původní domovinou těchto ryb jsou sladkovodní horské potoky jihovýchodní Asie, avšak zástupci čeledi jsou chováni v akváriích v různých koutech světa.
Typickým znakem čeledi je přítomnost přísavného orgánu, který umožňuje rybkám přichytávat se na objekty (typicky kameny) v rychle tekoucí vodě. Přísavky se živí výhradně řasami, pročež jsou s oblibou chovány v akváriích, kde mají funkci přirozených čističů. Počet žaberních tyčinek přísavek je kolem 140. Velikost přísavek dosahuje maximálně 30 cm. Rozlišují se 3 druhy:
- Gyrinocheilus aymonieri (Tirant, 1883) (přísavka thajská)
- Gyrinocheilus pennocki (Fowler, 1937) (přísavka Pennockova)
- Gyrinocheilus pustulosus Vaillant, 1902 (přísavka bornejská)